# Nactus cheverti
Nactus cheverti — вид геконоподібних ящірок родини геконових (Gekkonidae). Ендемік Австралії.

## Поширення і екологія
Nactus cheverti мешкають на сході півострова Кейп-Йорк, від затоки Принцеси Шарлотти і миса Мелвілл на південь до регіона Кезуарі-Кост в штаті Квінсленд. Вони живуть в сезонно сухих тропічних лісах, серед валунів і скель.